# چهره‌ها
چهره‌ها (به انگلیسی: Faces) فیلمی در ژانر درام به کارگردانی جان کاساوتیس محصول سال ۱۹۶۸ است. بازیگرانی همچون جان مارلی، جنا رولندز در این فیلم به ایفای نقش پرداخته‌اند.